# Linda Watson (Hockeyspielerin)
Linda Margaret Watson (* 15. September 1955) ist eine ehemalige simbabwische Hockeyspielerin.
Aufgrund des Boykotts vieler Nationen bei den Olympischen Sommerspielen 1980 in Moskau gab es keinen afrikanischen Vertreter beim Hockeyturnier der Damen. Eine Woche vor Beginn stellte Simbabwe eine Mannschaft zusammen, der auch Linda Watson angehörte. Zur Überraschung aller wurde die Mannschaft Olympiasieger.